# Фрид, Алан
А́лан Фрид (англ. Alan Freed, 15 декабря 1921 — 20 января 1965) — американский диск-жокей. Считается, что именно он изобрёл термин «рок-н-ролл», ещё в 1951 году называя так в эфире кливлендской радиостанции WJW быстротемповый чёрный ритм-н-блюз. А в 1952 году Фрид был одним из организаторов концерта «Moondog Coronation Ball» в Кливленде, теперь считающегося первым в мире рок-н-ролльным концертом. В 1986 году его имя среди первых было внесено в «Зал славы рок-н-ролла».
В 1999 году режиссером Энди Волком был снят художественный фильм о жизни Алана Фрида Mr. Rock 'n' Roll: The Alan Freed Story

## Ранние годы
Фрид родился в семье отца-иммигранта из России — еврея Чарльза С. Фрида и матери — американки валлийского происхождения Мод Палмер в Уиндбере, штат Пенсильвания. В 1933 году семья Фрида переехала в Салем, штат Огайо, где Фрид учился в средней школе Салема, которую окончил в 1940 году. Когда Фрид учился в средней школе, он создал группу под названием "Султаны свинга", в которой играл на тромбоне. Первоначальным стремлением Фрида было стать лидером группы, однако ушная инфекция положила конец этой мечте.
Во время учебы в Университете штата Огайо Фрид заинтересовался радио. Фрид служил в армии США во время Второй мировой войны и работал диджеем на радио Вооруженных сил. Вскоре после Второй мировой войны Фрид получил работу вещателя на небольших радиостанциях, включая WKST (Нью-Касл, Пенсильвания); WKBN (Янгстаун, Огайо); и WAKR (Акрон, Огайо), где в 1945 году он стал местным любимцем за исполнение горячих джазовых и поп-записей. Фрид с удовольствием слушал эти новые стили, потому что ему нравились ритмы и мелодии.

## Личная жизнь
22 августа 1943 года Фрид женился на первой жене Бетти Лу Бин. У них было двое детей, дочь Алана (покойная) и сын Ланс. Они развелись 2 декабря 1949 года. 12 августа 1950 года Фрид женился на Марджори Дж. Хесс. У них также было двое детей, дочь Зиглинда и сын Алан Фрид-младший. Они развелись 25 июля 1958 года. 8 августа 1958 года Фрид женился на Инге Лил Боулинг. Они оставались вместе до самой его смерти.

## Более поздние годы и смерть
Из-за негативной огласки скандала с пейолой ни одна престижная радиостанция не взяла Фрида на работу, и в 1960 году он переехал на Западное побережье, где работал в KDAY/1580 в Санта-Монике, Калифорния. В 1962 году, после того как KDAY отказалась разрешить ему продвигать сценические шоу "рок-н-ролл", Фрид переехал в WQAM в Майами, штат Флорида, прибыв в августе 1962 года. Осознав, что его карьера на крупных рынках может закончиться, он увеличил потребление алкоголя, и работа продлилась всего два месяца.
В 1964 году он вернулся в район Лос-Анджелеса на короткое время на станцию Лонг-Бич KNOB/97,9. (KLAX-FM (97,9 FM) - американская коммерческая радиостанция, расположенная в Восточном Лос-Анджелесе, штат Калифорния, вещающая на большую часть Лос-Анджелеса.)
Живя в районе Рэкет Клаб Эстейтс в Палм-Спрингс, Калифорния, Фрид умер 20 января 1965 года от вызванных алкоголизмом уремии и цирроза печени в возрасте 43 лет. До его смерти Налоговая служба продолжала утверждать, что он задолжал 38 000 долларов за уклонение от уплаты налогов, но у Фрида не было финансовых средств, чтобы выплатить эту сумму.
Первоначально он был похоронен на кладбище Фернклифф в Хартсдейле, штат Нью-Йорк. В марте 2002 года Джудит Фишер Фрид, его невестка, перенесла его прах в Зал славы рок-н-ролла в Кливленде, штат Огайо. 1 августа 2014 года Зал славы попросил сына Алана Фрида, Лэнса Фрида, убрать прах навсегда, что он и сделал. Позже семья Фрид похоронила его прах на кладбище Лейк-Вью в Кливленде под мемориалом в форме музыкального автомата с изображением Фрида.

## В популярных медиа
Архивный сэмпл вступления Фрида на шоу Moondog был использован Иэном Хантером во вступлении к песне "Cleveland Rocks" с альбома Хантера 1979 года You're Never Alone with a Schizophrenic.
Фильм 1978 года "Горячий воск по-американски" был вдохновлен вкладом Фрида в рок-н-ролльную сцену. Хотя режиссер Флойд Мутрукс создал вымышленный рассказ о последних днях Фрида на нью-йоркском радио, используя элементы реальной жизни вне их реальной хронологии, фильм точно передает теплые отношения между Фридом и музыкантами, которых он продвигал, и аудиторией, которая их слушала. В фильме снялся Тим Макинтайр в роли Фрида, а в эпизодических ролях появились Чак Берри, Кричащий Джей Хокинс, Фрэнки Форд и Джерри Ли Льюис, выступавшие в студии звукозаписи и на концертах.
23 января 1986 года Фрид был частью первой группы, введенной в Зал славы рок-н-ролла в Кливленде. В 1988 году он также был посмертно включен в Национальный зал славы радио. 10 декабря 1991 года Фрид был удостоен звезды на Голливудской аллее славы. Сериал VH1 Behind The Music выпустил эпизод на канале Freed с участием Роджера Стеффенса. В 1998 году официальный сайт Алана Фрида вышел в Интернет с архивами Брайана Леванта и Майкла Окса, а также биографией на домашней странице, написанной Беном Фонг-Торресом. 26 февраля 2002 года Фрид был удостоен премии "Грэмми" в номинации "Попечители". В 2017 году он был включен в Национальный зал славы ритм-энд-блюза в Детройте, штат Мичиган.
Фрид был использован в качестве персонажа в рассказе Стивена Кинга "Вы знаете, что у них адская группа" и был изображен Митчеллом Бутелом в его телевизионной адаптации для мини-сериала "Кошмары и пейзажи грез". Он был героем телефильма 1999 года "Мистер Рок-н-ролл: история Алана Фрида" с Джаддом Нельсоном в главной роли и режиссером Энди Волком. В фильме 1997 года "Говорящий ложь в Америке" Кевин Бэкон снялся в роли диск-жокея, внешне похожего на Фрида. Джек Макбрайер изобразил Фрида в шоу Comedy Central "Пьяная история" в сегменте, посвященном наследию Фрида. Талисман "Кливленд Кавальерс" Лунный пес назван в честь Фрида.
Фрид упоминается в песне Ramones "Do You Remember Rock 'n' Roll Radio?" как один из кумиров группы. Другие песни, в которых упоминается Фрид, включают "The King of Rock 'n Roll" Терри Кэшмана и Томми Уэста, "Ballrooms of Mars" Марка Болана, "They Used to Call it Dope" группы Public Enemy, "Payola Blues" Нила Янга, "Done Too Soon" Нила Даймонда, "The Ballad of Dick Clark" Скипа Баттина, участника the Byrds, и "This Is Not Goodbye, Just Goodnight" группы Kill Your Idols.

## Наследие
Важность Фрида для музыкального жанра подтверждается его введением в Зал славы рок-н-ролла и его звездой 1991 года на Голливудской аллее славы. Диджей также был включен в Зал славы радио в 1988 году. На веб-странице организации говорится, что "несмотря на его личные трагедии, инновации Фрида помогли сделать рок-н-ролл и формат Top-40 постоянными элементами радио".
The Wall Street Journal в 2015 году напомнила о "Значительном вкладе Фрида в рок-н-ролл и в более терпимый взгляд подростков на интеграцию в 1950-х годах". Издание высоко оценило помощь, которую он оказал "сотням черно-белых артистов", и заявило, что "его неустанные усилия помогли создать тысячи рабочих мест для студийных музыкантов, инженеров, звукозаписывающих продюсеров, промоутеров концертов и производителей инструментов".
Один источник сказал, что "Ни один человек не оказал такого большого влияния на будущую культуру нашего общества за такой короткий промежуток времени, как Алан Фрид, настоящий король рок-н-ролла". Другой источник резюмировал его вклад следующим образом: "Алан Фрид обеспечил себе место в истории американской музыки как первый важный рок-н-ролльный диск-жокей. Его способность использовать и продвигать зарождающиеся черные музыкальные стили 1950-х годов для белой основной аудитории рассматривается как жизненно важный шаг в усилении доминирования рока над американской культурой."